# Барська конфедерація
52° пн. ш. 19° сх. д. / 52° пн. ш. 19° сх. д.

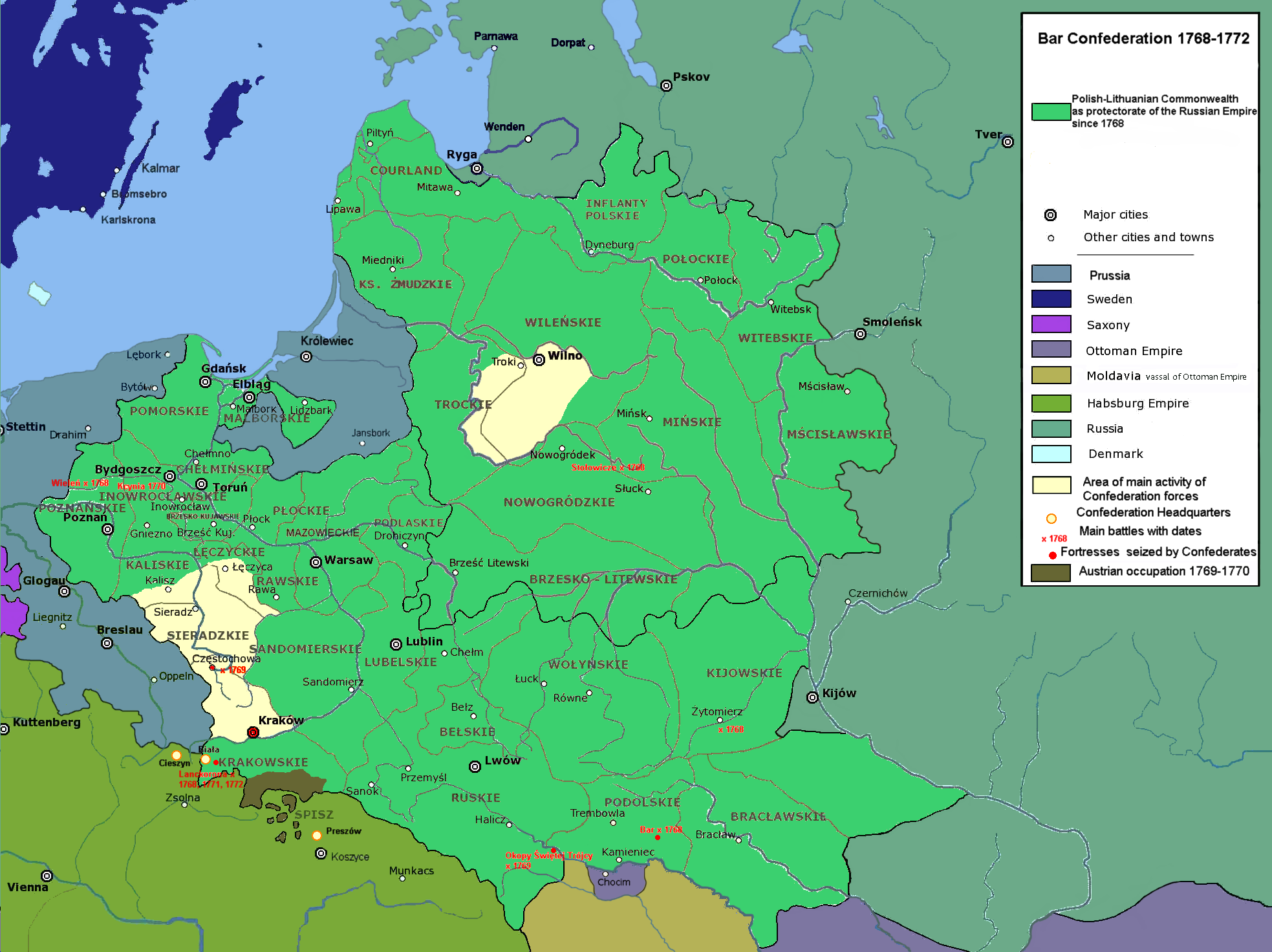
Битви барської конфедерації

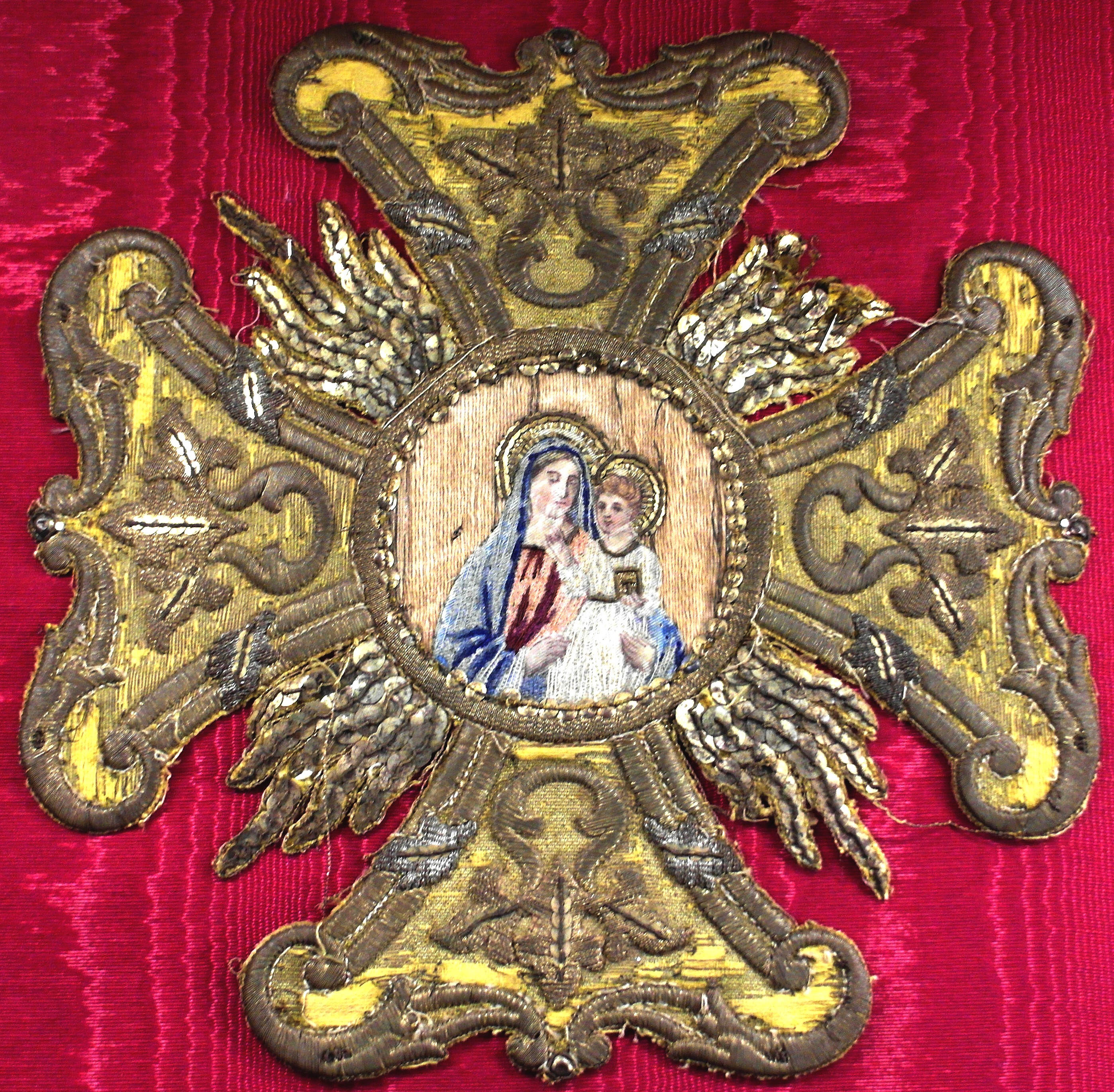
Хрест Конфедерації

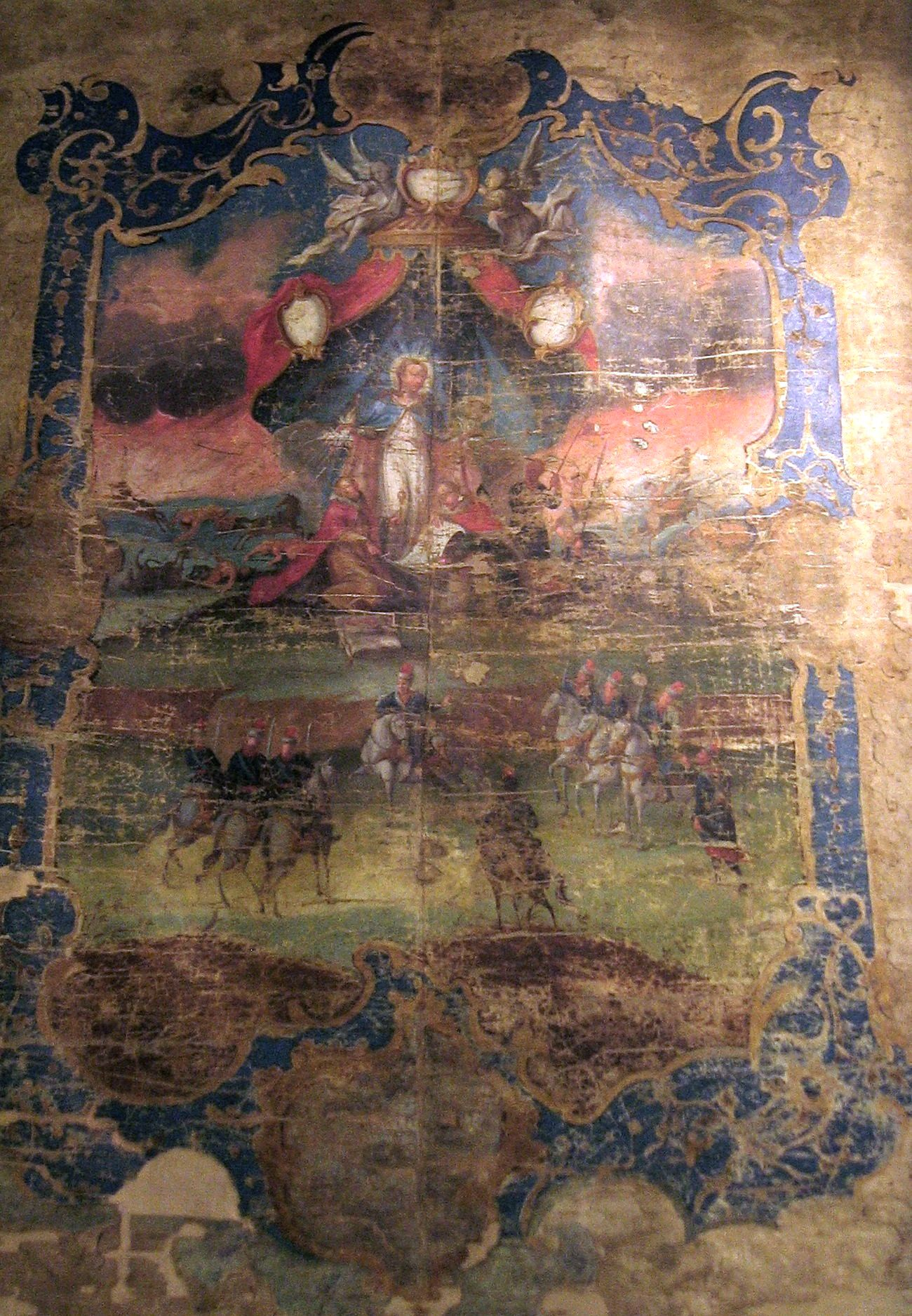
Хоругва конфедератів

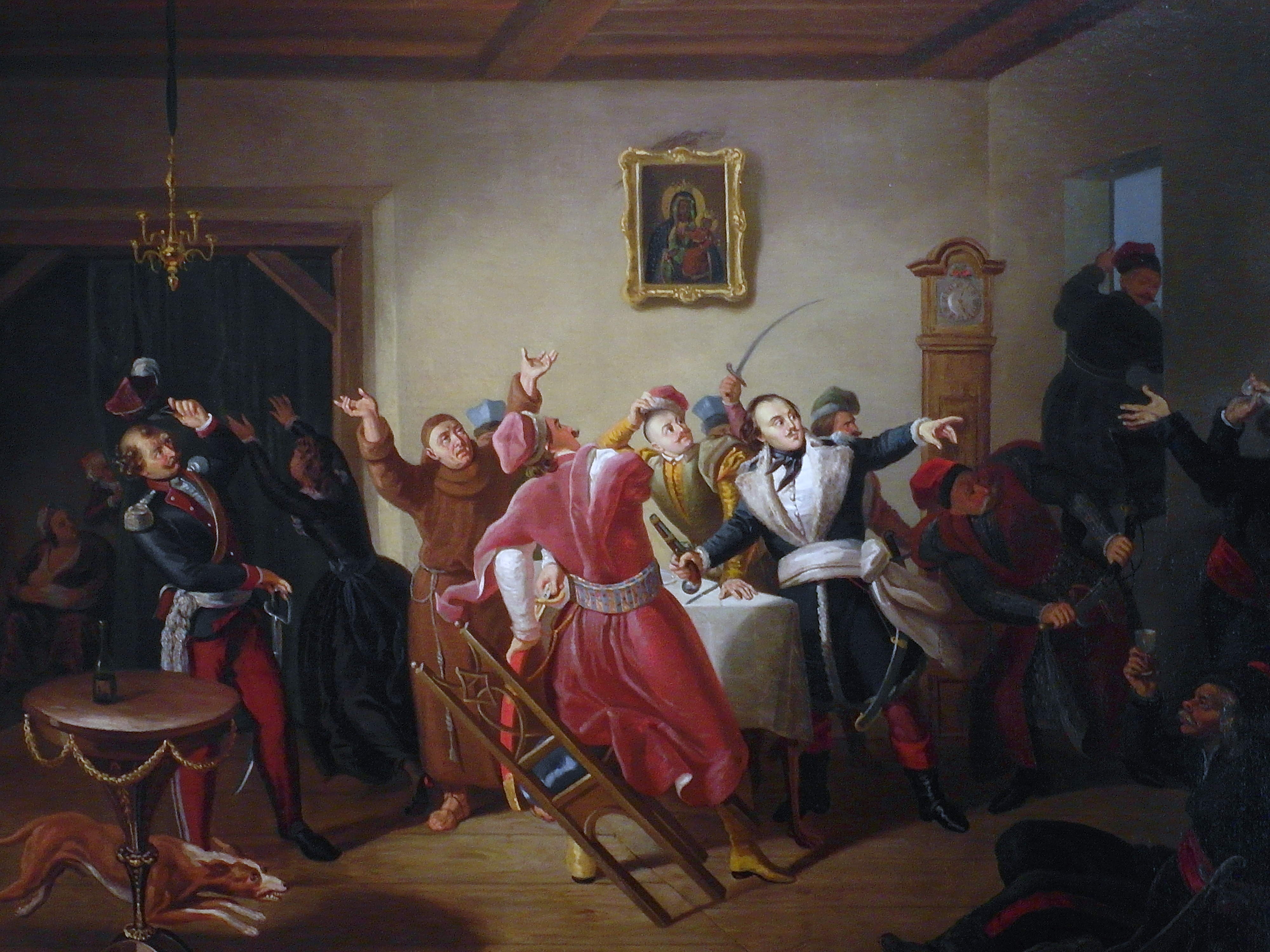
Пуласький у Барі. Автор К. Шлегель (Korneli Szlegel)

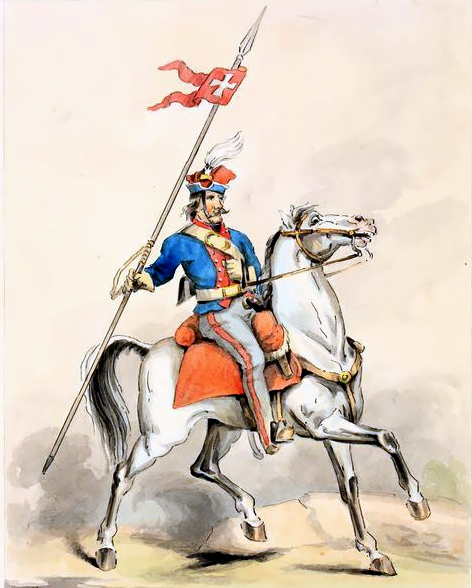
Барський конфедерат

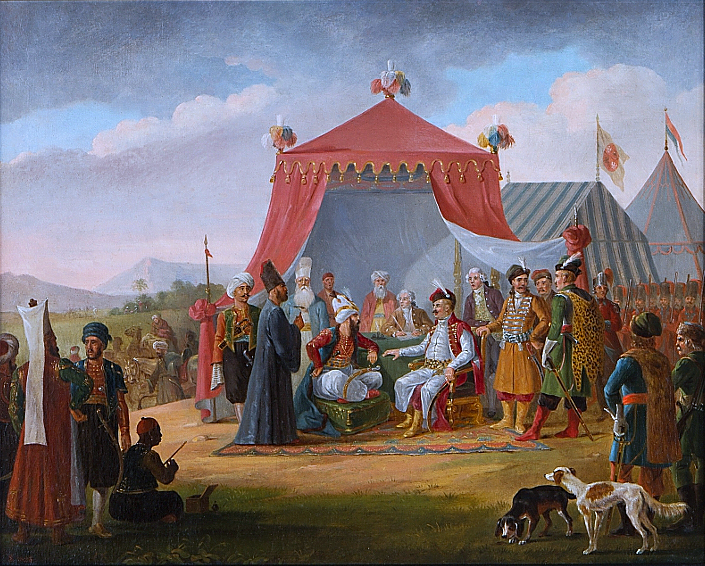
Маршал конфедерації М. Й. Красінський приймає турецького посла. Автор Ян Суходольський.

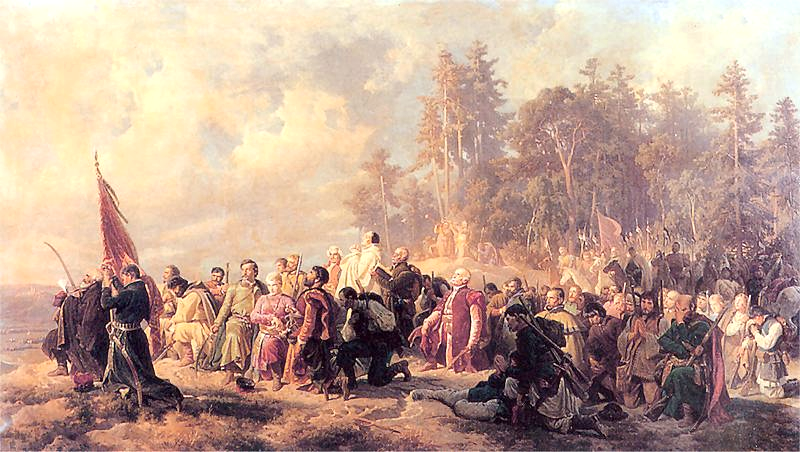
Молитва конфедератів перед битвою під Лянцкороною. Автор Артур Гроттгер.

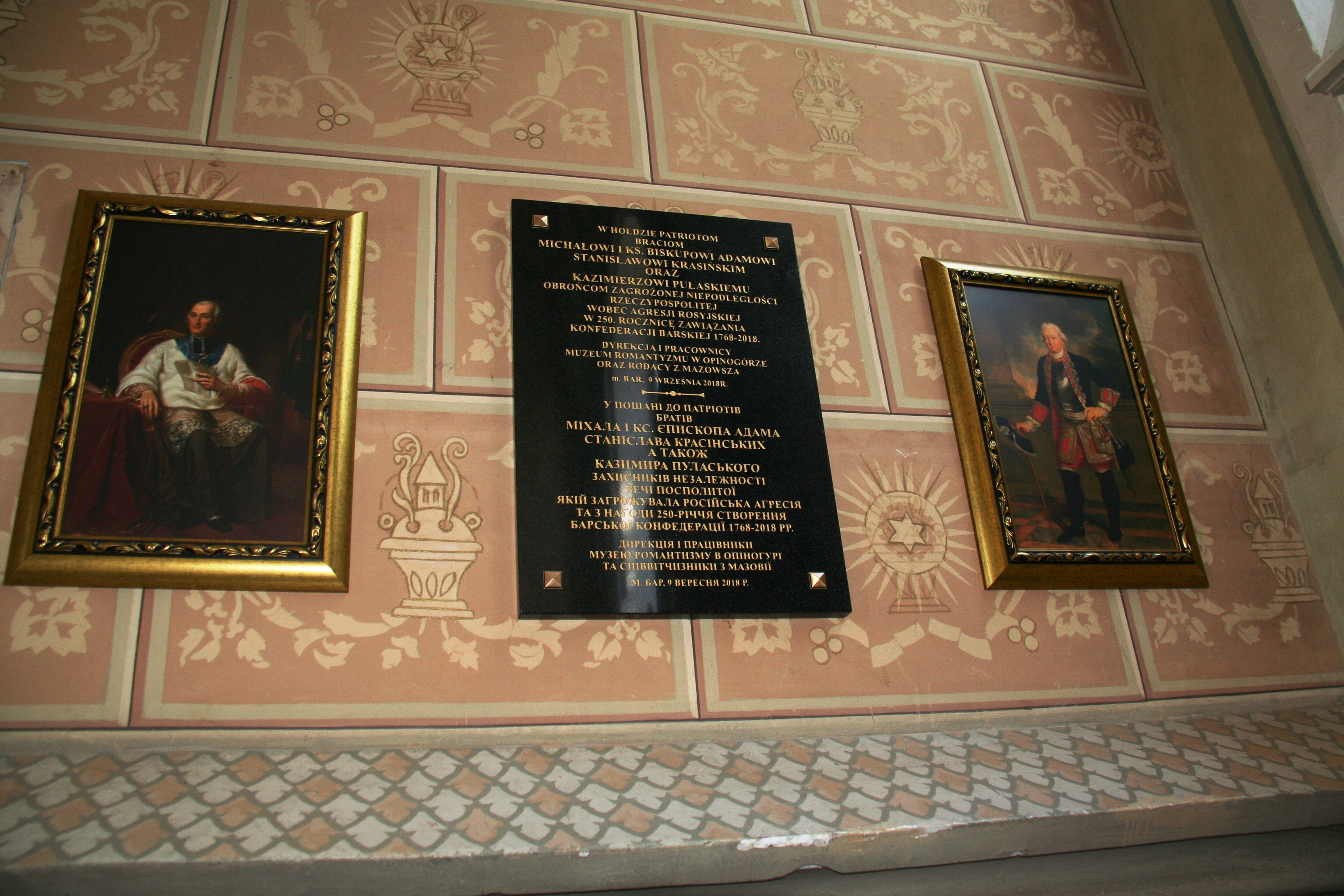
Меморіальна таблиця на честь Барських конфедератів у костелі св.Анни, м.Бар Україна

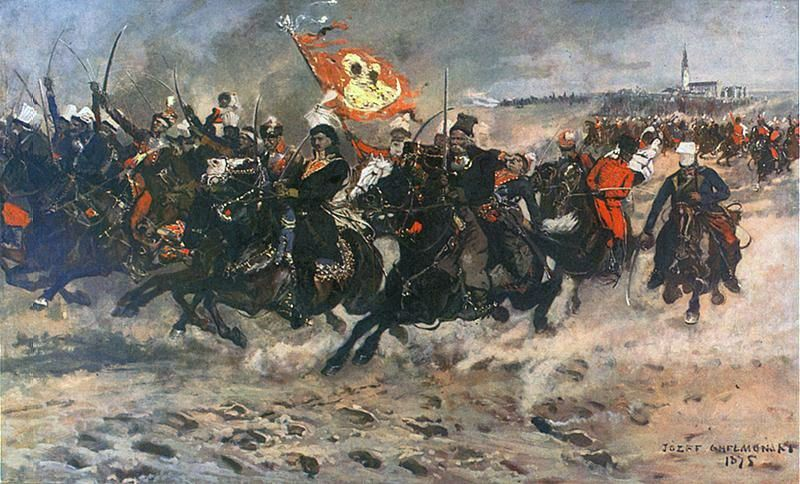
«Казимир Пуласький під Ченстоховою», картина Юзефа Хелмоньського (1875)

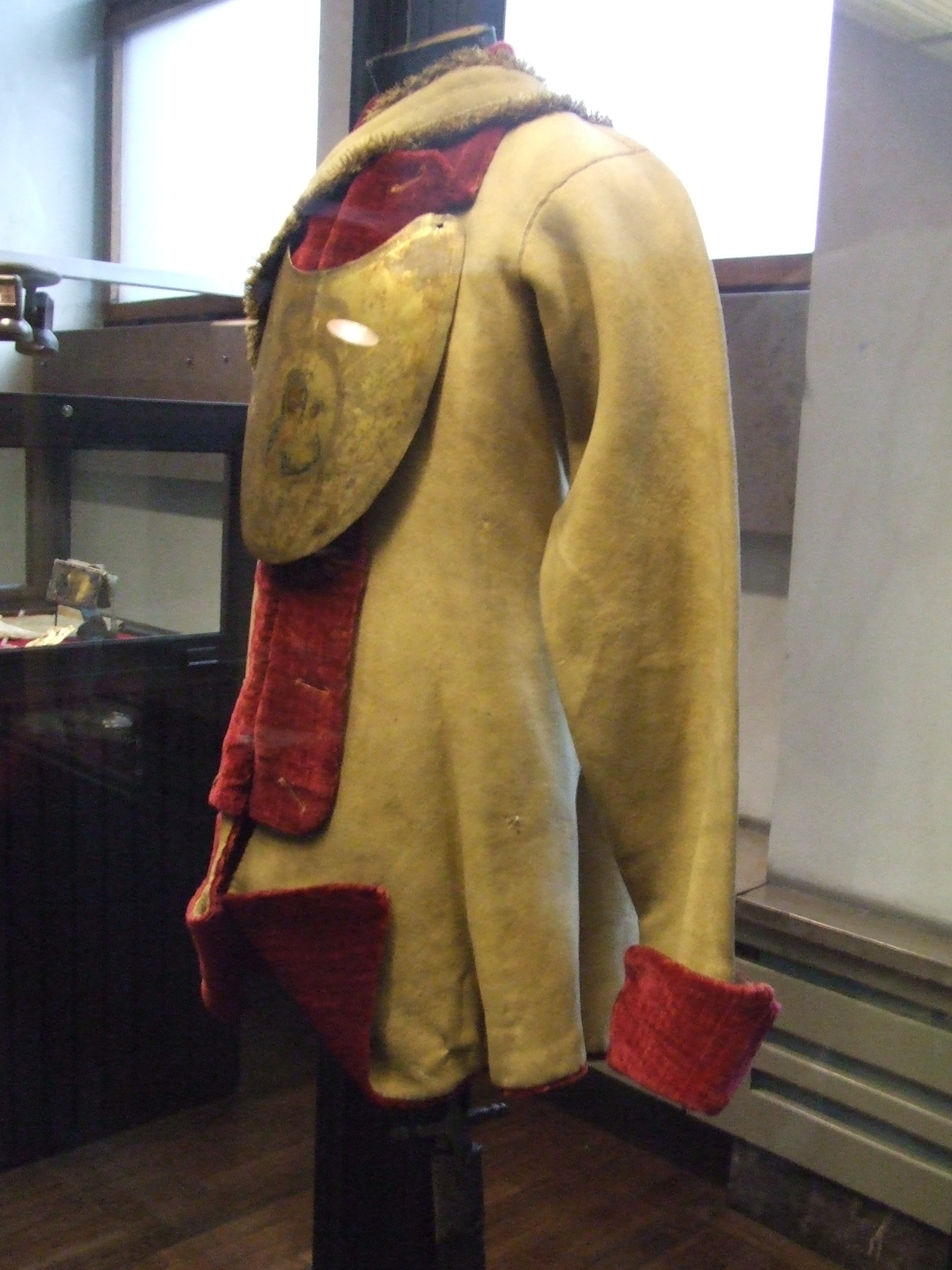
Куртка барська — найстаріший із польських мундирів, що зберігся; головна будівля Історичного музею в Кракові.

Барська конфедерація (1768–1772) — військово-політичне об'єднання польської шляхти і римо-католицького духовенства, спрямоване проти короля Станіслава Августа Понятовського, протеже Катерини ІІ, та втручання Російської імперії у внутрішні справи Речі Посполитої.
Акт конфедерації укладено і підписано у селі Михайлівці Барського староства в хаті Рафала Дзержка (Rafał Dzierżek) за участю 8 осіб. Проголошено 29 лютого 1768 року в костелі міста Бар на Поділлі (нині Вінницька область) за ініціативою магнатів: братів Адама Станіслава (кам'янецького єписопа РКЦ) та Міхала Героніма Красінських, Юзефа Пуласького із трьома синами — Францішеком, Казімєжом, Антонієм і племінник Домініком, мазовецького воєводи Павела Міхала Мостовского та інших. Учасники Барської конфедерації виступали проти втручання Росії у внутрішні справи Речі Посполитої та реформ внутрішнього устрою Польщі, домагалися збереження прав і привілеїв шляхти.
Безпосереднім приводом до виступу конфедератів стало підписання С. Понятовським 17 лютого 1768 року під тиском російського уряду трактату про зрівняння в політичних правах католиків з некатоликами, а також зухвала поведінка російського посла  H. Рєпніна (лідери противників зрівняння були вивезені ним до Калуги). 24 лютого 1768 Росія та Польща уклали у Варшаві угоду з так званого дисидентського питання.
Боротьба конфедератів проти царських військ тривала з 1768 до 1772 року.

## Бойові дії
У лавах конфедератів билося до 150—200 тис. чоловік, але водночас на полі бою було не більше кільканадцяти тисяч. Основу війська складала переважно молодь, яка народилася у 1740—50-х рр. Хоча по своїй меті рух був шляхетським,  більшість  складу конфедератів становили селяни і міщани, деякі загони були цілком селянськими, а серед командирів траплялися міщани.
9 червня 1768 із боями місто Бар було взяте росіянами під командою генерала Петра Кречетнікова, яких підтримувала вірна Станіславу Августу Понятовському коронна армія під командуванням Францішека Ксаверія Браницького; за іншими даними облога Бару (або оборона Бару) почалась 19 червня 1768 року. 30 червня 1768 р. Барський замок був взятий штурмом під командою Апраксіна.
21 червня 1768 українські гайдамаки під проводом М. Залізняка й І. Ґонти взяли Умань, зайняту барськими конфедератами.
1 липня 1768 року гайдамак Максим Шило під час переслідування конфедератів здійснив напад на м.Балта, яке перебувало під контролем Османської імперії. Це призвело до зростання напруженості між росіянами та османами.
27 липня 1768 росіяни почали облогу Кракова, де боронилися 2 000 барських конфедератів, і зайняли місто 17 серпня.
У жовтні 1768 на боці Барської конфедерації виступила Османська імперія. Крім інциденту в Балті, Туреччина висловлювала невдоволення тим, що російські загони, переслідуючи барських конфедератів, наближалися до її кордону і самовільно діяли в Молдавії. 6 жовтня (25 вересня) 1768 року султан Мустафа ІІІ оголосив війну Росії, вимагаючи, щоби російські війська покинули терени Речі Посполитої. Один із французьких найманців на службі Барської конфедерації, Тесбі де Белькур, був полонений козаками, про що згадував у своїх мемуарах.
Березень 1769 — штурм російськими військами фортець Окопи Святої Трійці та Жванець (у гирлі Збруча), обороною яких керували брати Пулаські.
13 вересня 1769 російські війська А.Суворова здобули перемогу над загоном барських конфедератів на чолі з Казимиром Пулаським біля села Горіхове під Малоритою. Загинули молодші брати Казимира — Франциск Ксаверій і Антоній.
14 вересня 1769 — бій конфедератів під Радоміном і під Тарпнем.
15 вересня 1769 — поразка конфедератів під Ломазами біля Володави.
11 серпня 1770 — російські війська почали облогу замку Любомирських в Ряшеві, який здобули 12 серпня.
16 серпня 1770 — перемога барських конфедератів в бою під Косьцяном.
10 вересня 1770 — почалася оборона Ясної Гори барськими конфедератами Казимира Пуласького.
3 жовтня 1770  — бій під Лясковою (Низькі Бескиди).
13 жовтня 1770 — конфедерація ухвалила акт детронізації С. А. Понятовського.
1770 р. генерал Шарль Франсуа Дюмур'є відправлений французьким урядом в Польщу з офіцерами і грошима для барських конфедератів. Там Дюмур'є самовільно сформував загін, але був розбитий в травні 1771 в битві під Лянцкороною Суворовим і за перевищення своїх повноважень відкликаний.
6 вересня 1771 — перемога конфедератів над російськими військами в бою під Антополем облизу Дрогичина.
23 вересня 1771 — російські війська Суворова побороли конфедератів Міхала Огіньського у битві при Столовичах.
3 листопада 1771 — невдала спроба викрасти польського короля та великого князя литовського С. А. Понятовського.
Незважаючи на значну міжнародну підтримку, 1772 року головні сили конфедератів були розбиті російськими військами під командуванням А. Суворова.

## Значення для України
Діяльність конфедерації на українських землях окремо не досліджена. Про неї згадували С. Іваницький і В. Конопчинський та інші автори при висвітленні Коліївщини. За офіційною версією радянської історіографії під час воєнних дій конфедерати чинили масові розправи над православними, що викликало піднесення гайдамацького руху і стало причиною національно-визвольного повстання на Правобережній Україні — Коліївщини. Сучасні українські історики стриманно пишуть про слабкість дисципліни та організаційних засад у війську конфедератів, високі контрибуції і податки на місцеве населення, що вело до підриву економіки краю, тобто і Правобережної України. Також більш реальним поштовхом до гайдамацького повстання вважають не саму діяльність конфедератів, а сподівання українського населення, що російські влада та військо підтримає його у боротьбі проти шляхти. 

## Наслідки
Після поразки повстання тисячі полонених росіянами конфедератів були відправлені на заслання в Казань, Оренбург, Тюмень, Тобольськ, Омськ. Частину їх вдалося використати для придушення повстання О. Пугачова.
Частина  конфедератів емігрувала на Захід, зокрема А. Красінський, М. Пац, син Юзефа Пуласького Казимеж Пуласький, який став одним з героїв боротьби американських штатів за незалежність.
Політичні наслідки повстання конфедератів були скоріше негативні - вони перешкодили необхідним змінам в Речі Посполитої, посилились позиції консервативних та проросійських кіл, також російські імперці прийшли до висновку про необхідність і можливість ліквідації Речі Посполитої якщо не відразу, то поетапно. Власне поразка Барської конфедерації стала однією з передумов першого поділу Польщі 1772 року. 
Водночас конфедерація була національно-визвольним рухом, і в цьому полягає її історичне значення.

## Відображення у мистецтві
У період повстання конфедератів виник популярний напрямок польської поезії — поезія барська, яка виражала ідеї конфедератів і взагалі шляхти, яка виступала проти поділу Речі Посполитої. Напрямок поезії барської важливий для розгляду історії літератури не через якість опублікованих робіт (більшість істориків літератури говорить про нього як про графоманський), а тому, що через масовість і характер, відіграє важливу роль у розвитку культури та літератури вісімнадцятого століття. Крім того, він був визнаний одним з останніх ознак формації під назвою сарматизм.
У 1836 р. Адам Міцкевич написав драму французькою мовою в 5 актах «Конфедерати барські» для паризької сцени (Konfederaci barscy, (fr. Les confédérés de Bar).
«Ксьондз Марек» («Ksiądz Marek») — драматична поема в 3 актах Ю. Словацького, видана 1843 р. у Парижі. З 1 акту цього твору набула популярності Пісня конфедератів «Ніколи з королями не будемо союзниками»(Nigdy z królami nie będziem w aliansach).
Існували також інші пісні конфедератів анонімного автора
- Відважний поляк на марсовому полі (Pieśń Konfederatów Barskich (Odważny Polak na marsowym polu)) — «Stawam na placu z Boga ordynansu»Пам'ятний хрест на честь Барських конфедератів у костелі св.Трійці, с.Окопи, Україна

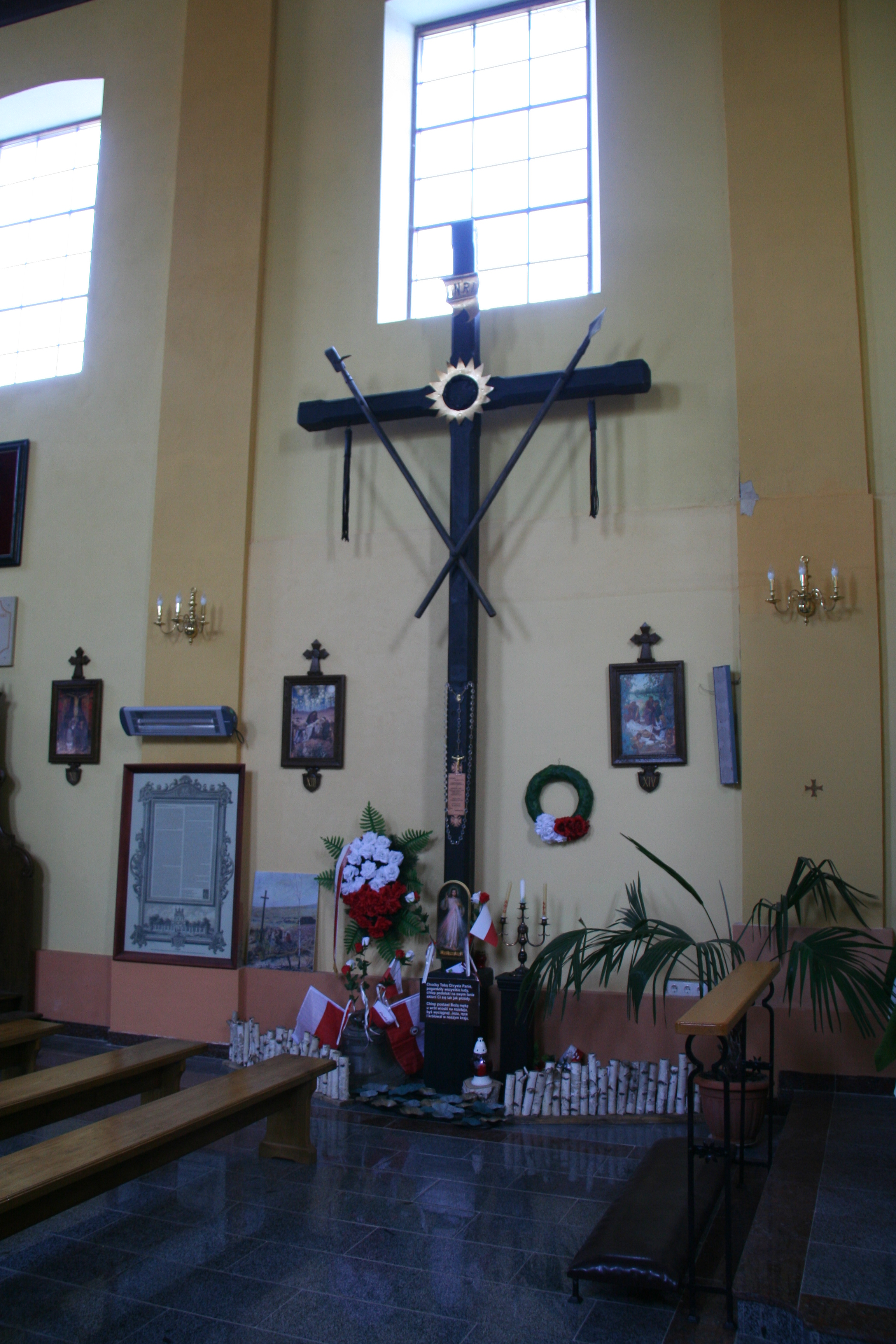
Пам'ятний хрест на честь Барських конфедератів у костелі св.Трійці, с.Окопи, Україна

- Пісня солдатська про Найсвятішу Діву Марію (Marsz konfederatów Barskich (Pieśń żołnierska o NMP (Najświętszej Maryi Pannie)) — «Marsz, marsz me serce» [Архівовано 23 березня 2016 у Wayback Machine.].
- Буриться море, валиться земля…(Pieśń Konfederatów barskich (Morze się burzy, ziemia się wali…)
- Пісня про Гоголевського (Pieśń o Gogolewskim) — про конфедерата Юзефа Гоголевського.
- Пісня барська навітряна (Pieśń barska napowietrzna).

«Niech się niebo zawali
My będziemy trwali
Pojedynczo albo parami
I bigosowali okrutnych Moskali
Aniołowie Pańscy nad nami…»
- «Пісенька про Древича» згадує Івана Григоровича Древича, учасника боїв проти конфедератів.

Ксьонз Марек Яндолович є автором твору «Віщба для Польщі» або «Пророцтва батька Марка» (Wieszczba dla Polski. Opis wierszem Ojczyzny sukceów w krytycznych czasach zastającej lub Prefekcja ks. Marka), в інших джерелах «Profecji Księdza Marka», написаного в 1763 або 1767 році . У цій новаторській, месіанській лінії, він пророкував катастрофу для Польщі, після якої вона буде відроджена, як фенікс з попелу, щоб стати гордістю Європи. Існує версія, що насправді автором був ксьонз Томаш Гарліцький.
У наш час існують послідовники цього напрямку, зокрема Яцек Ковальський.